# Java Heat
Pour plus de détails, voir Fiche technique et Distribution.
Java Heat est un film d'action américain coproduit, écrit et réalisé par Conor Allyn sorti en 2013.

## Synopsis
Un marine américain, Jake (Lutz), se retrouve en Indonésie à collaborer avec un policier, le lieutenant Hashim (Bayu) du Détachement spécial 88, une unité anti-terroriste indonésienne, après que la sultane de Java a été assassinée par Malik (Rourke), un malfaiteur américain qui s'est associé à des djihadistes indonésiens.
Le décor du film est la ville royale de Yogyakarta et ses environs. On y montre notamment le kraton (palais royal), le Taman Sari, les ruelles de la ville et le temple de Borobudur.

## Fiche technique
- Titre original : Java Heat
- Titre français :
- Titre québécois :
- Réalisation : Conor Allyn
- Scénario : Conor Allyn
- Direction artistique : David Ingram
- Décors :
- Costumes :
- Montage : Harvey Rosenstock
- Musique : Justin Caine Burnett
- Photographie : Shane Daly
- Son : Boom Suvagondha
- Production : Conor Allyn et Rob Allyn
- Sociétés de production : Margate House
- Sociétés de distribution :  IFC Films
- Pays d'origine :  États-Unis
- Budget :
- Langue : Anglais
- Durée :
- Format : Couleurs - 35 mm - 2.35:1 -  Son Dolby numérique
- Genre : Film d'action
- Dates de sortie
- Indonésie : 18 avril 2013
- États-Unis : 10 mai 2013

## Distribution
- Kellan Lutz : Jake Travers
- Mickey Rourke : Malik
- Ario Bayu : Hashim
- Atiqah Hasiholan : La Sultane
- Tio Pakusadewo : Le Vizir
- Rio Dewanto : Anton
- Mike Muliadro : Achmad
- Frans Tumbuan : Le Général
- Verdi Solaiman : Ling
- Agung Udijana : Andi
- Astri Nurdin : Vitria
- Nick McKinless : Jim Bretton
- Tegar Starya : Faruq Al Hassan
- Uli Auliani : Rani
- Susumu Kawase : Monsieur Yoshiro